# Cementerio Ortodoxo Ruso de Puente Alto
El Cementerio Ortodoxo Ruso de Puente Alto es un camposanto chileno de 1 ha de extensión, inaugurado en 1955 en el sector Bajos de Mena, en la comuna de Puente Alto, destinado a sepultar a personas que hayan mantenido en vida un vínculo con la Iglesia ortodoxa rusa, una minoría religiosa en el país. Fue la primera necrópolis del cristianismo ortodoxo en Chile y en Sudamérica.
Durante la celebración anual de los Días del Patrimonio Cultural de Chile, el cementerio permanece abierto para visitas guiadas.

## Historia
Para la comunidad rusa residente en Santiago se hacía imperiosa la necesidad de contar con un lugar propio para enterrar a sus muertos, puesto a que para las creencias y tradiciones ortodoxas, los difuntos deben pasar por un ritual funerario especial, ser velados en una capilla de la fe ortodoxa en su interior y enterrados, rechazando otros tipos de tumbas que no sean en la tierra, como también la cremación. En consecuencia, en 1955 fue creada por inmigrantes rusos la Asociación Pro Cementerios Rusos Ortodoxos Residentes en Chile, la cual adquirió dos terrenos contiguos de media hectárea para la construcción del camposanto. En sus inicios y siguiendo las disposiciones políticas del Patriarcado de Moscú, el cementerio estaba destinado únicamente para "rusos blancos", es decir, personas pertenecientes a la emigración blanca antibolchevique, siendo posteriormente modificado para personas de cualquier origen político, étnico o nacional que profesen la religión ortodoxa rusa. 

## Sepulturas destacadas
En la mayoría de las tumbas, es posible ver cruces rusas que demuestran la fe de quienes yacen allí. El cementerio alberga sepulturas de personas originarias de distintos lugares de Rusia, como también de los países que formaron la Unión Soviética  y de sus descedientes que conservan la religión ortodoxa en Chile. Entre las tumbas destacadas, se encuentra una de W. Gagarin, quien es familiar directo del astronauta Yuri Gagarin.Asimismo, soldados de las guerras mundiales, como Vasily Ignatiev y el cosaco Dimitris Frolov, quienes pelearon en la Primera Guerra Mundial y la bailarina Elena Poliakova, entre otros.